# Das System Milch
Das System Milch ist ein Dokumentarfilm von Andreas Pichler aus dem Jahr 2017.
Grimme-Preisträger Andreas Pichler beleuchtet in diesem Dokumentarfilm die mit der Intensivierung der Milchwirtschaft einhergehenden negativen Folgen für Mensch, Tier und Umwelt. Pichler besucht unter Preisdruck leidende Familienbetriebe, die Großkonzerne Friesland-Campina und Arla Foods, eine Landwirtschaftsmesse in Cremona, den Weltmolkereikongress und die COPA-COGECA und führt Interviews mit Experten. Der Film hat 2018 den Deutschen Wirtschaftsfilmpreis in der Kategorie "Wirtschaft gut erklärt" gewonnen.

## Kritiken
„‚Das System Milch‘ zeigt facettenreich und glaubwürdig, was heute hinter dem Lebensmittel Milch steckt. Anders als viele andere Filme zum Thema Tierschutz präsentiert er viele Fakten und lässt unterschiedliche Sichtweisen zu, ohne den moralischen Zeigefinger zu bemühen. Welche Schlüsse man für sich selbst aus diesem Film zieht, bleibt jedem selbst überlassen, doch kalt lassen wird er sicher niemanden.“

„Manchmal symbolisiert Milch mit ihrer weißen Farbe sogar die Unschuld an sich. Unschuldig ist an der Milch aber nur selten etwas, ihre Produktion ist ein eigener Industriezweig. Industrie bedeutet: Massentierhaltung, Umweltzerstörung, Preiskampf. Der Grimme-Preis-nominierte Dokumentarfilmer Andreas Pichler wirft einen Blick hinter die Kulissen und spricht in seinem Film ‚Das System Milch‘ mit Landwirten, Industriellen und Wissenschaftlern.“

„[...] Diesen Bogen, von der europäischen Landwirtschaft über die Molkereien und den globalen Markt bis hin zur Flüchtlingskrise, den spannt Pichler kraftvoll und in klaren, verständlichen Erzählsträngen. Der Zuschauer ist nie von der Informationsflut überladen, vielmehr sind diese 90 Minuten über die Milch so spannend erzählt, dass man danach direkt weiter recherchieren möchte. Das System Milch ist ein Film, der den Verbraucher zwingt, sich in die Mündigkeit zu begeben und über seinen eigenen Konsum und dessen Auswirkungen nachzudenken.“